# Cercospora pontederiae
Cercospora pontederiae är en svampart som beskrevs av Ellis & Dearn. 1893. Cercospora pontederiae ingår i släktet Cercospora och familjen Mycosphaerellaceae.   Inga underarter finns listade i Catalogue of Life.